# 井上いろは
井上 いろは（いのうえ いろは）は、日本の漫画家。1994年に月刊少年ギャグ王のぼくらの推理ノートシリーズ(作画担当 原作は夏緑)でデビュー。学術書や企業広告、官公庁の出版物、パブリックコメントなどの作品が多い。オーム社の『マンガでわかる』シリーズでは、シリーズ第一作である『マンガでわかる統計学』を担当した。同作品は、翻訳された海外版も存在し、シリーズの看板的な存在である。
公式ホームページは夏緑が管理しているサイト上にある。

## 作品リスト
- 僕らの推理ノートシリーズ（原作：夏緑、月刊少年ギャグ王、全2巻）※作画者交代後は設定協力。
- 『みんなでつなぐ千年の草原』(環境庁 企画調整局調査企画室)
- 『魔法がいっぱい！ からだのしくみと栄養素』(三基商事株式会社)
- 『マンガでわかる統計学』（著者：高橋信 オーム社）
- 『マンガでわかる統計学[因子分析編]』（著者：高橋信 オーム社）
- 『マンガでわかる統計学[回帰分析編]』（著者：高橋信 オーム社）
- 『マンガでわかる線型代数』（著者：高橋信 オーム社）
- 『できるビジネスパーソン』シリーズ（ソニー銀行）
- 『マンガで見る開発ストーリー』(ミツカン)